# Барская, Барбара
Барбара Барская (пол. Barbara Barska-Stockinger, настоящее имя — Барбара Стокингер, 3 декабря 1926 года или 3 января 1927 года — 17 января 2024 года) — польская певица.

## Биография
Была младшей в многодетной семье (12 детей), имела трёх братьев и восемь сестёр. В 1947 году Барбара вместе с сёстрами Адрианной и Зофией организовала женскую группу (трио) «Сестры Триола» (пол. Siostry Triola), как варшавский ответ краковской группе «Сёстры До-Ре-Ми»), выступление в этой группе стало её сценическим дебютом, хитом группы была песня «Ty jesteś moja miłość». Группа выступала до 1954 года, затем Барабара продолжила свою сольную карьеру, взяв сценический псевдоним Барбара Барская. До 1960 года она выступала с оркестрами Яна Каджмера и Казимирца Туревича. Во время своей сценической карьеры она не выпустила ни одного фирменного альбома, но её записи появились на СD компиляциях. В анонсе передаче о ней Мацея Клочинского на Радио FaMa, вышедшей в эфир 09.01.2023, Барбара названа великой певицей (пол. Posłuchajmy audycji o wielkiej pieśniarce) 1950-х годов.
В 1952 году Барбара вышла замуж за тогда начинающего актёра и певца Анджея Стокингера (1928—1993), они познакомились на гастролях. В браке у неё было двое детей: сын Томаш (родился в 1955 году), который тоже стал актёром, и дочь Катаржина (родилась в 1961 году), она пела в оперетте. После замужества Барбара очень много внимания уделяла своей семье, отказавшись от своей многообещающей карьеры, и посвятила себя своему дому, чтобы её муж мог работать; кроме того, выросши в большой семье, она тоже хотела иметь большую и, прежде всего, счастливую семью. Совсем петь она не перестала и в течение 22 лет была участницей Национального филармонического хора и реализовала себя как вокалистка, радуя слушателей своим низким, теплым голосом и необыкновенной элегантностью. Муж же, пользуясь её поддержкой, сдал экстерном экзамен по актёрскому мастерству и усердно трудился в театре, на сцене и в кабаре, чтобы обеспечить семью.
Много переживаний доставил ей сын, когда в начале 1980-х годов решил покинуть Польшу и вместе с женой отправился сначала в Лондон, а затем в Канаду. Она была очень счастлива, когда в 1990 году он вернулся из эмиграции со своим сыном Робертом. Овдовев в 1993 году, Барбара более двух десятилетий жила одна и была независимой. После 80-летия её здоровье начало ухудшаться, тяжёлой стала травма ноги, и в 2015 году сын и дочь приняли очень трудное решение поселить свою мать в частный дом престарелых.
Барбара Барская скончалась 17 января 2024 года. Она была похоронена на кладбище Бродно в Варшаве (квартал 38H-4-6).